# راي سميث
راي سميث (بالإنجليزية: Ray Smith)‏ (و. 1936 – 1991 م) هو ممثل، وممثل أفلام، من المملكة المتحدة، توفي عن عمر يناهز 55 عاماً بسبب نوبة قلبية.

## وصلات خارجية
- راي سميث على موقع IMDb (الإنجليزية)
- راي سميث على موقع قاعدة بيانات الفيلم (الإنجليزية)